# (300070) 2006 UA206
(300070) 2006 UA206 es un asteroide perteneciente al cinturón de asteroides, descubierto el 23 de octubre de 2006 por el equipo del Spacewatch desde el Observatorio Nacional de Kitt Peak, Arizona, Estados Unidos.

## Designación y nombre
Designado provisionalmente como 2006 UA206.

## Características orbitales
2006 UA206 está situado a una distancia media del Sol de 3,116 ua, pudiendo alejarse hasta 3,202 ua y acercarse hasta 3,029 ua. Su excentricidad es 0,027 y la inclinación orbital 9,085 grados. Emplea 2009,43 días en completar una órbita alrededor del Sol.

## Características físicas
La magnitud absoluta de 2006 UA206 es 15,5.